# Лі Анкрич
Лі Едвард Анкрич (англ. Lee Edward Unkrich; нар. 8 серпня 1967, Клівленд, Огайо) — американський кінорежисер, монтажер, сценарист і аніматор, володар двох премій «Оскар» (2011, 2018). Давній член творчої групи Pixar, де почав працювати в 1994 році як кіномонтажер. Пізніше став режисером, зокрема, співрежисером фільму «Історія іграшок 2».
Після спільної постановки мультфільмів «Історія іграшок 2», «Корпорація монстрів» і «У пошуках Немо», Анкрич дебютував як самостійний режисер, знявши у 2010 році фільм «Історія іграшок 3», а 2017 року — «Коко», за які нагороджений премією «Оскар»: найкращий анімаційний повнометражний фільм і найкраща оригінальна пісня.
У січні 2019 року, після 25 років співпраці з Pixar, Анкрич пішов у відставку, щоб більше часу проводити з сім'єю та займатися іншими справами.

## Життєпис
Анкрич виріс у Шагрин-Фоллс (Огайо), був єдиною дитиною Емілі Анкрич і Роберта Анкрича. Його батько був ветераном Другої світової війни («Він штурмував пляж у Нормандії») і художником. Анкрич був вихований у єврейській вірі. Він провів свою молодість, граючи в професійному регіональному театрі The Cleveland Play House. Анкрич закінчив Школу кінематографічних мистецтв Університету Південної Каліфорнії (англ. USC School of Cinematic Arts) в 1990 році.
Анкрич був віцепрезидент з редагування та верстки в Pixar. До того, як приєднатися до студії, Анкрич кілька років працював на телебаченні редактором і режисером. У 1994 році він був найнятий Pixar як короткостроковий співробітник на чотири тижні, але в підсумку залишився на 25 років. У 2011 році він отримав нагороду видатних випускників Університету Південної Каліфорнії імені Мері Пікфорд за внесок випускників у кінематографічне мистецтво.
18 січня 2019 року Анкрич оголосив, що покидає Pixar, щоб проводити час із сім'єю та займатися інтересами, які «довго залишалися позаду».
Наприкінці 2022 року він оголосив, що завершив редагування книги про фільм «Сяйво», написаної Джонатаном Рінзлером (англ. JW Rinzler). У 2023 році видавництво «Ташен» випустило обмеженим колекційним тиражем книгу «Сяйво Стенлі Кубрика» (англ. Stanley Kubrick's The Shining) авторства Анкрича і Рінзлера.

## Особисте життя
Анкрич одружений з Лаурою Сенчурі, у них троє дітей: Тео, Аліса та Макс.
У 2021 році Анкрич заявив своїй сім'ї та друзям, що є бісексуалом, а у 2022 році зробив це публічно.

## Фільмографія

### Кінофільми
| Рік  | Назва                | Оригінальна назва   | Режисер     | Сценарист     | Продюсер | Інше                            |
| ---- | -------------------- | ------------------- | ----------- | ------------- | -------- | ------------------------------- |
| 1995 | Історія іграшок      | Toy Story           | Ні          | Ні            | Ні       | учасник творчої групи           |
| 1998 | Життя комах          | A Bug's Life        | Ні          | Ні            | Ні       | додаткові голоси                |
| 1999 | Історія іграшок 2    | Toy Story 2         | співрежисер | Ні            | Ні       | Червона ракета (голос)          |
| 2001 | Корпорація монстрів  | Monsters, Inc.      | співрежисер | Ні            | Ні       | додаткові голоси                |
| 2003 | У пошуках Немо       | Finding Nemo        | співрежисер | Ні            | Ні       | додаткові голоси                |
| 2004 | Суперсімейка         | The Incredibles     | Ні          | Ні            | Ні       | учасник творчої групи           |
| 2006 | Тачки                | Cars                | Ні          | Ні            | Ні       | учасник творчої групи           |
| 2007 | Рататуй              | Ratatouille         | Ні          | Ні            | Ні       | учасник творчої групи           |
| 2008 | ВОЛЛ·І               | WALL-E              | Ні          | Ні            | Ні       | учасник творчої групи           |
| 2009 | Вперед і вгору       | Up                  | Ні          | Ні            | Ні       | учасник творчої групи           |
| 2010 | Історія іграшок 3    | Toy Story 3         | Так         | автор історії | Ні       | Джек-стрибунець, Мавпа (голоси) |
| 2011 | Тачки 2              | Cars 2              | Ні          | Ні            | Ні       | учасник творчої групи           |
| 2012 | Відважна             | Brave               | Ні          | Ні            | Ні       | учасник творчої групи           |
| 2013 | Університет монстрів | Monsters University | Ні          | Ні            | Так      |                                 |
| 2015 | Думками навиворіт    | Inside Out          | Ні          | Ні            | Ні       | учасник творчої групи           |
| 2015 | Добрий динозавр      | The Good Dinosaur   | Ні          | Ні            | Так      |                                 |
| 2016 | У пошуках Дорі       | Finding Dory        | Ні          | Ні            | Ні       | учасник творчої групи           |
| 2017 | Тачки 3              | Cars 3              | Ні          | Ні            | Ні       | учасник творчої групи           |
| 2017 | Коко                 | Coco                | Так         | автор історії | Ні       | Елот Скелет (голос)             |
| 2018 | Суперсімейка 2       | Incredibles 2       | Ні          | Ні            | Ні       | учасник творчої групи           |
| 2019 | Історія іграшок 4    | Toy Story 4         | Ні          | Ні            | Так      |                                 |
| 2020 | Уперед               | Onward              | Ні          | Ні            | Ні       | учасник творчої групи           |
| 2020 | Душа                 | Soul                | Ні          | Ні            | Ні       | учасник творчої групи           |
| 2021 | Лука                 | Luca                | Ні          | Ні            | Ні       | учасник творчої групи           |
| 2022 | Я — панда            | Turning Red         | Ні          | Ні            | Ні       | учасник творчої групи           |
| 2022 | Лайтер               | Lightyear           | Ні          | Ні            | Ні       | учасник творчої групи           |
| 2023 | Стихії               | Elemental           | Ні          | Ні            | Ні       | учасник творчої групи           |

### Телебачення
- Prison Stories: Women on the Inside (1991, телефільм) — асистент продюсера
- Silk Stalkings (1991, телесеріал) — асистент редактора, редактор, режисер
- «Ренегат» (1993, телесеріал) — асистент редактора
- Betrayed by Love (1994, телефільм) — асистент редактора
- Separated by Murder (1995, телефільм) — редактор

#### Документальні фільми
| Рік  | Назва | Оригінальна назва                                    |
| ---- | ----- | ---------------------------------------------------- |
| 2007 |       | The Pixar Story                                      |
| 2022 |       | Beyond Infinity: Buzz and the Journey to 'Lightyear' |

#### Участь у короткометражних та спеціальних телевипусках
| Рік  | Назва                      | Оригінальна назва                            |
| ---- | -------------------------- | -------------------------------------------- |
| 2000 | Про пташок                 | For the Birds                                |
| 2002 |                            | Mike's New Car                               |
| 2008 | Престо                     | Presto                                       |
| 2011 |                            | Toy Story Toons: Hawaiian Vacation           |
| 2013 | Синя парасолька            | The Blue Umbrella                            |
| 2013 | Історія іграшок: Страшилка | Toy Story of Terror!                         |
| 2014 |                            | Toy Story That Time Forgot                   |
| 2014 | Лава                       | Lava                                         |
| 2015 | Команда Санджея            | Sanjay's Super Team                          |
| 2016 | Бекасик                    | Piper                                        |
| 2018 |                            | La Noria                                     |
| 2019 |                            | Float                                        |
| 2020 |                            | Loop                                         |
| 2021 |                            | Pixar Popcorn: A Day in the Life of the Dead |
| 2022 |                            | Cars on the Road: Gettin' Hitched            |